# Chemosinteză

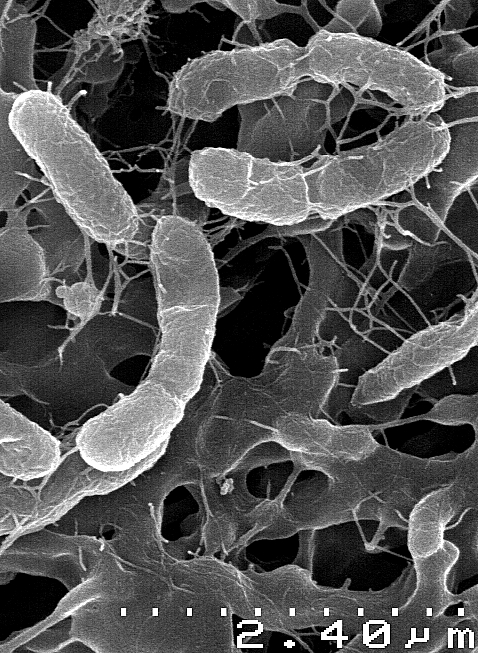
Venenivibrio stagnispumantis produce energie prin oxidarea hidrogenului gazos.

Chemosinteza (din greaca chemeia = chimie + synthesis = a sintetiza, a compune) sau chimiosinteza este un tip de nutriție autotrofă în care un organism, numit chemoautotrof, sintetizează substanțe organice din substanțe anorganice, folosind, în loc de energie solară (fotosinteză), energia chimică eliberată din oxidarea unor substanțe anorganice (ex. H2, H2S, S, HNO3, Fe, NH3). Ea este specifică unor bacterii. Procesul de chemosinteză are o importanță deosebită în circuitul materiei și energiei în ecosistem, în ciclurile biogeochimice etc.
Bacteriile chemoautotrofe, după substanțele minerale pe care le oxidează, pot fi de mai multe tipuri: bacterii sulfuroase, bacterii nitrificatoare, hidrogenbacterii, bacterii feruginoase (ferobacterii), bacterii metanogene. 
Chemosinteza se desfășoară în două etape:
1. Eliberarea energiei prin oxidarea compușilor anorganici, cu formarea adenozintrifosfatului (ATP) din adenozindifosfat (ADP) și un fosfat. Electronii eliberați ca urmare a oxidării sunt utilizați cu protonii pentru reducerea nicotinamid adenin dinucleotid fosfatului (NADP+) sau nicotinamid adenin dinucleotidului (NAD) la formele lor reduse NADPH + N+ și, respectiv, NADH + H+;
2. Reducerea dioxidului de carbon (CO2) la un compus zaharidic, cu ajutorul NADPH + H+ și a energiei furnizate de adenozintrifosfat (ciclul Calvin).

Chemosinteza a fost descrisă pentru prima oară în 1890 de biologul ucrainean Serghei Vinogradski.

## Diferențele dintre chemosinteză și fotosinteză
Diferențele dintre chemosinteză și fotosinteză constau în următoarele:
| Chemosinteză | Fotosinteză                                                                                               |
| --- | --- |
| Chemosinteza are loc doar la bacteriile aerobe incolore.                                                                        | Fotosinteza are loc la plantele verzi și la bacteriile verzi.                                             |
| În timpul procesului, CO2 este redus fără lumină și clorofilă la carbohidrați.                                                  | CO2 și H2O sunt transformate în carbohidrați în prezența luminii și clorofilei.                           |
| În acest proces, energia chimică eliberată în timpul oxidării substanțelor anorganice se utilizează la sinteza carbohidraților. | Energia luminoasă este transformată în energie chimică și stocată în carbohidrați.                        |
| Pigmenții nu sunt implicați în proces.                                                                                          | Mai mulți pigmenți sunt implicați în fotosinteză pentru a absorbi energia luminii în reacția fotochimică. |
| Oxigenul nu este degajat. | Oxigenul este degajat ca un produs secundar.                                                              |
| Fotofosforilarea nu are loc. | În timpul procesului are loc fotofosforilarea.                                                            |

## Bacterii sulfuroase
Bacteriile sulfuroase (sulfobacteriile, tiobacteriile) sunt bacterii chemoautotrofe, care utilizează în procesele vitale energia rezultată din oxidarea sulfului și a compușilor săi organici. Ele sunt larg răspândite în natură și se găsesc în mediile bogate în S și H2S ca izvoare sulfuroase, mâl, ape de canal, soluri cu exces de umiditate. Sursa lor de energie o constituie hidrogenul sulfurat (H2S) pe care îl transformă în sulf (S), acid sulfuros (H2SO3) și acid sulfuric (H2SO4) și astfel este înlăturat efectul toxic al hidrogenului sulfurat și se redă sulful în circuitul biologic, care este absorbit și asimilat de plante. Cei mai numeroși reprezentanți aparțin genului Thiobacillus (= Acidithiobacillus). Alte specii de bacterii sulfuroase: Desulfuromonas, Desulfobacter, Beggiatoa.
Bacteriile sulfuroase pot fi clasificate în:
- Bacterii sulfuroase autotrofe fără pigmenți, de exemplu  Beggiatoa și Thiospirillum.
- Bacterii sulfuroase autotrofe cu pigmenți în care are loc atât chimiosinteza cât și fotosinteza, de exemplu, Thiorhodaceae, bacterile purpurii, Chromatium okenii, Rhodovibrio etc

Bacteriile Beggiatoa și Thiothrix sunt găsite în izvoare termale care conțin hidrogen sulfurat (H2S), pe care îl oxidează la sulf:
- 2H2S + O2 → 2S + 2H2O + 122,2 kcal

Când rezervă de hidrogen sulfurat este terminată, sulful depus este oxidat în sulfat.
- 2S + 2H2 + 4O2 → 2H2SO4 + 284,4 kcal

Bacteriile Thiobacillus thioparus pot oxida hidrogenul sulfurat (H2S), precum și tiosulfații (S2O32−) și tiocianații (SCN−).
- Na2S2O3 + 2O2 + H2O →  Na2SO4 + Energie

O altă bacterie Thiobacillus thiooxidans obține energia prin oxidarea sulfului liber (S), tiosulfaților și tiocianaților direct în acid sulfuric (H2SO4). Ele se găsesc în soluri care conțin sulfuri elementare și fosforite.
- 2S + 3O2 + 2H2O → 2H2SO4 + Energie
- Na2S2O3 + 2O2 + H2O → Na2SO4 + H2SO4 + Energie

Bacteria Thiobacillus denitrificans poate folosi nitratul (NO3−) în loc de oxigen
- 6KNO3 + 5S + 2H2O → K2SO4 + 4KHSO4 + 3N2 + Energie

## Bacterii nitrificatoare
Bacteriile nitrificatoare sunt bacterii chemoautotrofe din sol care oxidează biologic amoniacul (NH3) în nitriți (nitritbacterii) și pe acesta în nitrați (nitratbacterii). Acest proces se numește  nitrificare. Amoniacul se formează în prezența altor bacterii saprofite, care descompun substanțele organice. Bacteriile nitrificatoare participă la ciclul biogeochimic al azotului. 
Nitritbacteriile sunt bacterii nitrificatoare care oxidează amoniacul (NH3) în nitriți (NO2-). 
- 2NH3 + 3O2 → 2HNO2 + 2H2O + 158 kcal

Reprezentative sunt genurile Nitrosomonas, Nitrosococcus, Nitrosospira, Nitrosolobus, Nitrosogloea.
Nitratbacteriile sunt bacterie nitrificatoare care oxidează nitriții (NO2-) în nitrați (NO3-). 
- 2HNO2 + O2 → 2HNO3 + 43 kcal

Sunt reprezentative genurile Bactoderma, Nitrococcus, Nitrocystis și Nitrobacter.
Aceste reacții de oxidare sunt exergonice, adică cu eliberarea de energie. Energia eliberată este utilizată de către bacterii în fosforilarea și reducerea ulterioara a CO2 din compușii organici.

## Hidrogenbacterii
Hidrogenbacteriile sunt bacterii care oxidează hidrogenul cu eliberare de energie.  
- 2H2 + O2 →  2H2O + 137 kcal
- 2H2 + CO2 + 115 kcal → (CH2O) + H2O

Sunt reprezentate de Bacillus pantotrophus și sunt răspândite în medii puțin aerate (gunoiul de grajd, solurile mlăștinoase, tinoavele și apele stătătoare), în care are loc punerea în libertate a hidrogenului (H2) prin fermentarea celulozei și care conțin și dioxid de carbon și oxigen.

## Bacterii feruginoase

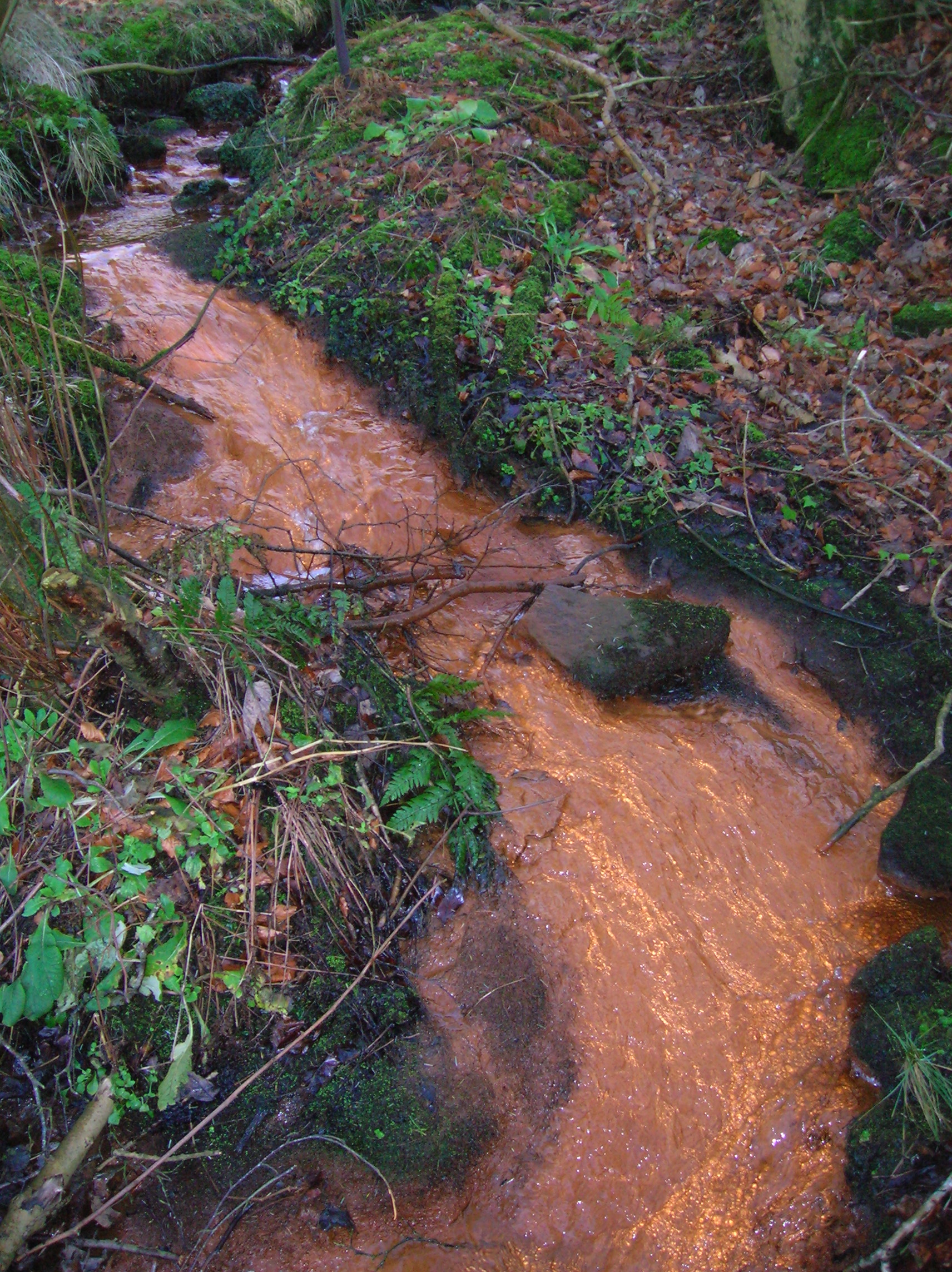
Un pârâiaș în Scoția cu bacterii feruginoase.

Bacteriile feruginoase (ferobacteriile) sunt bacterii care oxidează sărurile feroase (Fe2+) în compuși ferici (Fe3+). 
- 2Fe(HCO3)2 + H2O + O →  2Fe(OH)3 + 4CO2 + 29 kcal
- 4FeCO3 + O2 + 6H2O → 4Fe(OH)3 + 4CO2 + 81 kcal

Bacteriile feruginoase sunt răspândite în soluri și ape care conțin compuși ai fierului. Sunt reprezentate de genurile Leptothrix, Crenothrix, Cladothrix, Gallionella, Spirophyllum ferrugineum, Ferrobacillus. Precipitatul de hidroxid feric este depozitat în afara acestor bacterii și dă o culoare roșiatică a apei. Bacteriile feruginoase contribuie la formarea zăcămintelor de fier de pe fundul lacurilor și al mlaștinilor. Unele se pot înmulți în tuburile de fier ale conductelor de apă pe care le astupă. În lipsa sărurilor feroase, unele bacterii feruginoase pot oxida și săruri manganoase formând zăcămintele de mangan.

## Bacterii metanogene
Bacteriile metanogene sunt bacterii obligat anaerobe producătoare de metan. În prezența unor catalizatori celulari ele reduc dioxidul de carbon (CO2) în metan (CH4) în condiții anaerobe: 
- 4H2 + CO2 → CH4 + 2H2O

Sunt reprezentate de genurile Methanobacillus și Methanothrix. Bacteriile metanogene sunt răspândite în bălți și lacuri, în nămolul mlaștinilor și în apele de canal. Trăiesc și în stomacul animalelor erbivore, unde participă la degradarea hranei vegetale. Ele sunt importante pentru producerea de biogaz. Bacteriile metanogene formează cantități mari de gaz metan în straturile profunde de nămol din apele stătătoare, care se ridică sub forma unor bule la suprafața apei.

## Bacterii metanice
Bacteriile metanice (metanobacteriile) sunt bacterii care oxidează metanul (CH4) în dioxid de carbon (CO2) cu eliberare de energie.
- CH4 + 2O2 → CO2 + 2H2O + Energie

Sunt reprezentate de genul Methanomonas.